# Rinzai

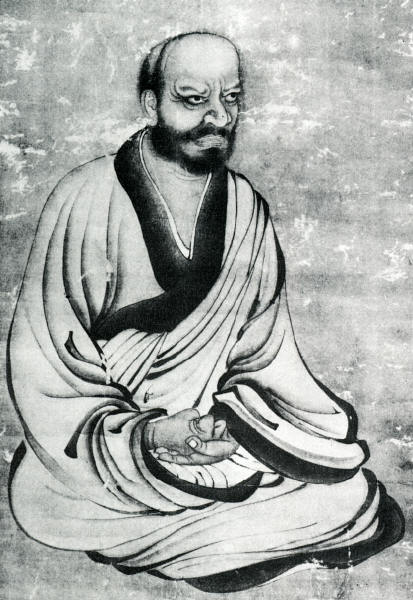
Rinzai Gigen, fundador de l'escola xinesa linji

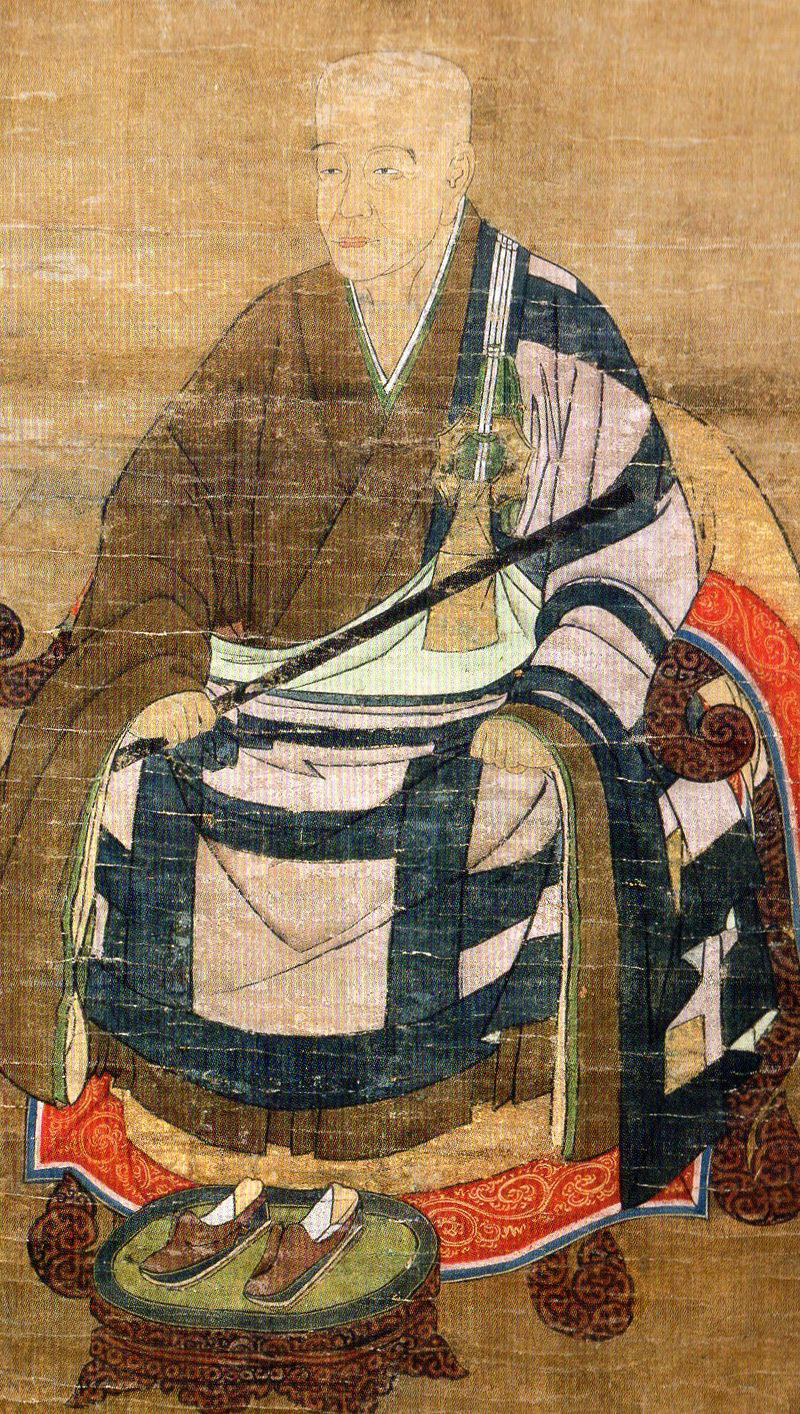
Eisai, fundador de l'escola rinzai al Japó

Rinzai (臨済宗; japonès: rinzai-shū, xinès: línjì zōng) és el nom d'una de les tres escoles del budisme zen existents al Japó (soto, rinzai i obaku).
Rinzai és la línia japonesa de l'escola xinesa linji, fundada durant la dinastia Tang per "Linji Yixuan" (en japonès: "Rinzai Gigen").
El zen rinzai es distingeix per fer èmfasi en el kenshō ("veient la naturalesa veritable de si mateix") com a porta d'accés a la pràctica budista autèntica, i per la seva insistència en molts anys d'entrenament exhaustiu post-kensho per encarnar el funcionament lliure de la saviesa dins de les activitats de la vida diària.
L'entrenament se centra en el zazen (meditació asseguda), el koan, i el samu (una feina física feta amb consciència plena).